# Gesprenge (Bergbau)
Als Gesprenge, oder Vorsatz, bezeichnet man im Bergbau Stufen oder grobe Unebenheiten in der Sohle eines Stollens. Auch das plötzliche und starke Ansteigen der Stollensohle wird als Gesprenge bezeichnet. Nach den alten Bergordnungen waren Gesprenge bei der Auffahrung von Erbstollen verboten und unter Strafe gestellt.  Der Bergmeister des jeweiligen Bergreviers hatte darauf zu achten, dass Stollen und Strecken ohne Gesprenge aufgefahren wurden.

## Entstehung und Auswirkung
Bei der Auffahrung von Stollen wurde, um den Vortrieb zu beschleunigen, die Auffahrung im Gegenortvortrieb durchgeführt. Hierfür wurde in bestimmten Abständen Lichtlöcher bis auf das Niveau des Stollens  geteuft und der Stollen von mehreren Seiten aus weiter aufgefahren. Durch falsche Messungen des Markscheiders konnte es dann vorkommen, dass die Auffahrung der einzelnen Stollenorte nicht söhlig bzw. nicht in der gleichen Teufe verlief. An der Durchschlagstelle der einzelnen „Stollenteilstücke“ entstand dann ein Absatz. Der Höhenunterschied zwischen beiden Teilstücken konnte dann einen oder auch mehr Lachter betragen. Die Sohle sprang dadurch in ihrem Niveau in die Höhe. Deshalb bezeichnete man den so entstandenen Absatz in der Sohle dann als Gesprenge. Durch das Gesprenge war der Stollen nun fehlerhaft aufgefahren worden. Je nach Lage der Gesprenge konnten diese den Abfluss des Grubenwassers behindern, dadurch kam es zu einer Verschlechterung bei der Entwässerung des Stollens. Auch der Wetterzug wurde durch die Gesprenge beeinflusst. Gesprenge waren zwar durch die Bergordnungen verboten, jedoch war in den Hauptstollen ein leichtes Ansteigen der Stollensohle zur besseren Wasserableitung in den Wasserseigen erlaubt.